# 김정민 (1982년)
김정민(1982년 6월 8일~ )은 대한민국의 전직 스타크래프트 프로게이머 출신 게임 해설자이다. 테란 선수로, TheMarine이라는 아이디로 활동하였다. 귀족테란이란 별명을 가지고 있었다.
2006년 4월 24일 은퇴를 공식적으로 발표했으며, 그 후 프로리그의 해설자로 데뷔하여 온게임넷에서 맹활약하였다. 선수출신으로 경기의 상황과 선수의 심리를 쉽게 풀어주는 명해설자로 명성을 날렸다. 2009년 5월 23일 신한은행 프로리그 08-09 시즌 4라운드 SK텔레콤 T1과 KTF 매직엔스의 경기 중계를 끝으로 2009년 5월 26일 충북 증평의 육군 37사단 신병훈련소에 현역 입대하였다.
2011년 3월 26일 전역 후 2011년 4월 2일 신한은행 프로리그 10-11 위너스리그 플레이오프부터 온게임넷 해설진에 합류하게 된다.

## 약력
2000년부터 활약한 1세대 프로게이머로서 , 가장 경력이 오래된 프로게이머 중 하나이다. 임요환, 최인규 등과 함께 테란의 선구자이다.
2001년 최인규와 함께 G.O팀에 입단하여 2003년 상반기까지 G.O팀의 에이스로 활약했다. 2003년 7월 KTF 매직엔스로 이적 이후 변길섭, 조용호, 홍진호, 강민, 박정석과 함께 KTF가 '게임계의 레알 마드리드'라는 별명을 얻는 데에 일조했다.

## 스타일
정석적이고 안전한 플레이를 선호하는 것에서 정석테란이라는 별명을 얻었다. 그의 안전한 빌드오더와 적절한 상황판단, 무난한 승률, 단단한 플레이, 어느것 하나 크게 떨어지지 않는 종족별 전적은 테란의 교과서로 일컬어질 정도로 당시 호평을 받았다. 가장 정석적이고 테란다운 선수로 평가받았으며, 현대 테란의 기반을 닦은 선수라 할 수 있다.
대 프로토스전에서 시즈탱크 등의 병력과 터렛 등으로 상대의 본진을 견고히 조여 나가는 플레이는 김정민식 조이기, 또는 3만년 조이기 등으로 불리며 후대에도 계속 테란의 기본적인 전술로 사용되었다.
해설가로 전향한 이후에는 선수시절의 노하우와 유닛 특성 및 전략 등 뛰어난 경험을 바탕으로 게임의 이해도를 높이는데 일조하고 있다.

## 스팀팩의 저주
온게임넷에서 방영되었던 김정민의 스팀팩에 출연하였던 선수들이 이후 대회에서 부진한 것에 빗대어 팬들이 '스팀팩의 저주'라는 이름을 붙였다.
1.강민 (캘리포니아 롤)출연
- 곰TV MSL 시즌2 탈락, 프로리그1승 9패

2.박태민(해물 부침개)출연
- 곰TV MSL 시즌2 탈락

3.이윤열(보노보노인형)출연
- 2시즌 연속 양대 메이저 전패 탈락, 13연패

4.박성준(치즈해물 떡볶이)출연
- 방송 직후 곰TV MSL 시즌3 패배, EVER 스타리그 16강 탈락

5.안기효(해물죽)출연
- 챌린지 리그에서 좋은 모습을 보이다가 방송 후 EVER 스타리그 전패 탈락

6.박지호(꼬치 요리)출연
- 촬영 후 이윤열에게 프로리그 패배, 방송 2일후 토스전 12연패, 에이스 결정전 11연승 신기록 행진 중 패배

7.서지훈(어묵,맥주/2회출연)
- 스타 챌린지 2007 시즌2 시드결정전 패배, 스팀팩 촬영 후 2연속 시드이던 MSL 2패 탈락, 박카스 스타리그 2008 1승2패로 16강 탈락

8.박태민(중국요리/2회출연)
- 스팀팩 데이 찰영 후 2연속 시드이던 MSL 탈락

9.오영종(뒷담화 시즌2 마지막 회)
- 스팀팩 출연 후 프로리그 7연패 이후 공군 ACE로 군입대

## 주요 경력
2000년~2001년
- 2000년 KBK 마스터즈 2000 S1 우승 (2:0 장일석)
- 2000년 하나로통신배 투니버스 스타리그 16강
- 2000년 Game-Q 1차 스타리그 4위
- 2000년 21세기 프로게임협회 KAMEX 2000 우승 (2:0 나경보)
- 2000년 Game-Q 2차 스타리그 32강
- 2001년 크레지오 종족별 최강자전 4위
- 2001년 Game-Q 3차 스타리그 3위
- 2001년 iTV 랭킹전 2차리그 준우승 (1:3 최인규)
- 2001년 코카콜라배 온게임넷 스타리그 16강
- 2001년 2001 KPGA 8월 투어 16강
- 2001년 2001 KPGA 9월 투어 16강
- 2001년 천안 사이버게임체전 4강
- 2001년 2001 KPGA 10월 투어 16강
- 2001년 KBK 2001 제주 페스티벌 우승 (2:0 손승완)
- 2001년 2001 KPGA 11월 투어 4위
- 2001년 SKY배 온게임넷 스타리그 2001 3위
- 2001년 2001 KPGA 투어 위너스 챔피언십 3위

2002년~2005년
- 2002년 2002 KT배 온게임넷 왕중왕전 4위
- 2002년 2002 KPGA 1차리그 16강
- 2002년 네이트배 온게임넷 스타리그 16강
- 2002년 GhemTV 1차 스타리그 8강
- 2002년 리복배 2002 KPGA 2차리그 16강
- 2002년 SKY배 온게임넷 스타리그 2002 8강
- 2002년 KTF 나지트배 프로게이머 최강전 5회차 우승
- 2003년 GhemTV 고수 초청전 우승 (2:0 홍진호)
- 2003년 iTV 랭킹전 6차리그 준우승 (2:3 조용호)
- 2003년 KBC 파워게임쇼 4대천왕전 준우승 (1:2 홍진호)
- 2003년 스타우트 MSL 16강
- 2003년 KT-KTF 프리미어 리그 2003 본선
- 2004년 하나포스 센게임 MSL 3위
- 2004년 질레트 스타리그 16강
- 2004년 스프리스 MSL 8강
- 2004년 KT-KTF 프리미어 리그 2004 6강(준PO)
- 2005년 당신은 골프왕 MSL 8강
- 2005년 우주 MSL 16강

## 기타
- 김정민 자신은 '정석테란'이라는 별명을 별로 좋아하지 않는다고 한다.
- GO팀 시절, 연습실에서 김정민의 옆자리는 당시 김정민의 추천으로 입단하게 된 신인 서지훈이었다. 서지훈이 김정민과 비슷한 스타일을 보이는 것에서 김정민의 제자가 아닌가 하는 이야기도 있었지만, 이 두선수가 서로에게 많은 영향을 주기는 하였으나 직접적인 사제관계는 아니다. 김정민이 2007년 12월 방영된 서지훈과의 《스타뒷담화》 〈김정민의 스팀팩〉 코너에서 밝힌 바로는, 오히려 당시 테란 대(對)테란전이 특기였던 서지훈에게 연습시에 더 많이 졌다고 한다. 공식 상대전적은 3:2로 서지훈이 우세.
- '김정민식 조이기', '3만년 조이기' 등은 스타크래프트 용어로서 자리잡았다.
- 2001년경 온게임넷 스타리그에서 마련된 자리로, 노래를 부르는 코너가 있었다. 여기서 최인규와 함께 '태양은 가득히'라는 곡을 불렀는데, 이것이 나중에 해설자로 데뷔했을 때 "해설자로 변신한 김정민"이라는 약자와 함께 회자되면서 '해변김'이라는 별명을 얻게 되었다.